# 東大阪市の地名
本項東大阪市の地名（ひがしおおさかしのちめい）では、大阪府東大阪市における現在の町名や地名を中心に、その成立以来の町名の変遷について記述する。

## 現行行政町名
まず市内の現行の町名を五十音順に列挙する。

### あ行
- 旭町
- 足代1 - 3丁目
- 足代北1 - 2丁目
- 足代新町
- 足代南1 - 2丁目
- 荒川1 - 3丁目
- 荒本1 - 2丁目
- 荒本北1 - 3丁目
- 荒本新町
- 荒本西1 - 4丁目
- 池島町1 - 8丁目
- 池之端町
- 出雲井町
- 出雲井本町
- 稲田上町1 - 2丁目
- 稲田新町1 - 3丁目
- 稲田本町1 - 3丁目
- 稲田三島町
- 稲葉1 - 4丁目
- 今米1 - 2丁目
- 岩田町1 - 6丁目
- 瓜生堂1 - 3丁目
- 永和1 - 3丁目
- 近江堂1 - 3丁目
- 大蓮北1 - 4丁目
- 大蓮東1 - 5丁目
- 大蓮南1 - 5丁目

### か行
- 柏田西1 - 3丁目
- 柏田東町
- 柏田本町
- 金岡1 - 4丁目
- 金物町
- 加納1 - 8丁目
- 上石切町1 - 2丁目
- 上小阪1 - 4丁目
- 上四条町
- 上六万寺町
- 川田1 - 4丁目
- 河内町
- 川中
- 川俣1 - 3丁目
- 川俣本町
- 神田町
- 岸田堂北町
- 岸田堂西1 - 2丁目
- 岸田堂南町
- 衣摺1 - 6丁目
- 北石切町
- 北鴻池町
- 客坊町
- 喜里川町
- 日下町1 - 8丁目
- 楠根1 - 3丁目
- 源氏ケ丘
- 鴻池町1 - 2丁目
- 鴻池徳庵町
- 鴻池本町
- 鴻池元町
- 小阪1 - 3丁目
- 小阪本町1 - 2丁目
- 五条町
- 寿町1 - 3丁目
- 古箕輪1丁目
- 小若江1 - 4丁目

### さ行
- 桜町
- 三ノ瀬1 - 3丁目
- 新喜多1 - 2丁目
- 四条町
- 七軒家
- 渋川町1 - 4丁目
- 島之内1 - 2丁目
- 下小阪1 - 5丁目
- 下六万寺町1 - 3丁目
- 俊徳町1 - 5丁目
- 昭和町
- 新池島町1 - 4丁目
- 新上小阪
- 新家1 - 3丁目
- 新家中町
- 新家西町
- 新家東町
- 新鴻池町
- 新庄1 - 4丁目
- 新庄西
- 新庄東
- 新庄南
- 新町
- 末広町
- 角田1 - 3丁目
- 善根寺町1 - 6丁目

### た行
- 太平寺1 - 2丁目
- 高井田
- 高井田中1 - 5丁目
- 高井田西1 - 6丁目
- 高井田本通1 - 7丁目
- 高井田元町1 - 2丁目
- 鷹殿町
- 宝町
- 立花町
- 玉串町西1 - 3丁目
- 玉串町東1 - 3丁目
- 玉串元町1 - 2丁目
- 長栄寺
- 長堂1 - 3丁目
- 寺前町1 - 2丁目
- 徳庵本町
- 友井1 - 5丁目
- 豊浦町
- 鳥居町

### な行
- 中石切町1 - 7丁目
- 中鴻池町1 - 3丁目
- 中小阪1 - 5丁目
- 中新開1 - 2丁目
- 長瀬町1 - 3丁目
- 長田1 - 3丁目
- 長田中1 - 5丁目
- 長田西1 - 6丁目
- 長田東1 - 5丁目
- 中野1 - 2丁目
- 中野南
- 南荘町
- 西石切町1 - 7丁目
- 西岩田1 - 4丁目
- 西上小阪
- 西鴻池町1 - 4丁目
- 西堤1 - 2丁目
- 西堤学園町1 - 3丁目
- 西堤楠町1 - 3丁目
- 西堤西
- 西堤本通西1 - 3丁目
- 西堤本通東1 - 3丁目
- 額田町
- 布市町1 - 4丁目

### は行
- 箱殿町
- 花園西町1 - 2丁目
- 花園東町1 - 3丁目
- 花園本町1 - 2丁目
- 東石切町1 - 6丁目
- 東上小阪
- 東鴻池町1 - 5丁目
- 東豊浦町
- 東山町
- 菱江1 - 6丁目
- 菱屋西1 - 6丁目
- 菱屋東1 - 3丁目
- 瓢箪山町
- 藤戸新田1 - 2丁目
- 宝持1 - 4丁目
- 本庄1 - 2丁目
- 本庄中1 - 2丁目
- 本庄西1 - 3丁目
- 本庄東
- 本町

### ま行
- 松原1 - 2丁目
- 松原南1 - 2丁目
- 御厨1 - 6丁目
- 御厨栄町1 - 4丁目
- 御厨中1 - 2丁目
- 御厨西ノ町1 - 2丁目
- 御厨東1 - 2丁目
- 御厨南1 - 3丁目
- 三島1 - 3丁目
- 水走1 - 5丁目
- 南上小阪
- 南鴻池町1 - 2丁目
- 南四条町
- 箕輪1 - 3丁目
- 御幸町
- 元町1 - 2丁目
- 森河内西1 - 2丁目
- 森河内東1 - 2丁目

### や行
- 山手町
- 弥生町
- 横小路町1 - 6丁目
- 横沼町1 - 3丁目
- 横枕
- 横枕西
- 横枕南
- 吉田1 - 9丁目
- 吉田下島
- 吉田本町1 - 3丁目
- 吉原1 - 2丁目
- 吉松1 - 2丁目

### ら・わ行
- 六万寺町1 - 3丁目
- 若江北町1 - 3丁目
- 若江西新町1 - 5丁目
- 若江東町1 - 6丁目
- 若江本町1 - 4丁目
- 若江南町1 - 5丁目
- 若草町

## 町・字の変遷
東大阪市は1967年（昭和42年）、布施市、河内市、枚岡市が合併することにより、140町余58大字で成立した。。

### 成立当初の町・字
旧布施市
- 足代1 - 3丁目
- 足代北1 - 2丁目
- 足代新町1 - 2丁目（1991年廃止）
- 荒川（1991年廃止）
- 荒川1 - 3丁目
- 荒本（2000年代頃廃止）
- 荒本西1 - 4丁目
- 稲田（1990年代頃廃止）
- 永和（1980年代頃廃止）
- 永和1 - 3丁目
- 近江堂（1974年廃止）
- 大蓮（1973年廃止）
- 柏田（1976年廃止）
- 金岡（1973年廃止）
- 上小阪（1978年廃止）
- 上小阪町1 - 2丁目（1978年廃止）
- 川俣（1999年廃止）
- 岸田堂（1975年廃止）
- 岸田堂北1丁目（1975年廃止）
- 岸田堂西1 - 2丁目
- 岸田堂南町
- 衣摺（1973年廃止）
- 北蛇草（1975年廃止）
- 楠根1 - 3丁目
- 小阪川島町（1978年廃止）
- 小阪河原町（1978年廃止）
- 小阪本町1 - 2丁目
- 小阪松花町（1978年廃止）
- 寿町（1973年廃止）
- 小若江（1974年廃止）
- 三ノ瀬1 - 2丁目（1986年から1 - 3丁目）
- 新喜多（1999年廃止）
- 島町（1991年廃止）
- 下小阪（1981年廃止）
- 俊徳町1 - 5丁目
- 昭和町
- 新家（2001年廃止）
- 新家中町
- 新家西町
- 新家東町
- 太平寺（1986年廃止）
- 高井田
- 高井田中1 - 6丁目（1994年から1 - 5丁目）
- 高井田西1 - 6丁目
- 高井田東1 - 4丁目（1994年廃止）
- 高井田本通1 - 6丁目（1994年から1 - 7丁目）
- 長栄寺1 - 2丁目（1980年代頃廃止）
- 長堂1 - 3丁目
- 寺前町（1975年廃止）
- 友井（1974年廃止）
- 中小阪（1978年廃止）
- 長田（2001年廃止）
- 西堤（1999年廃止）
- 西堤学園町1 - 3丁目
- 西堤楠町1 - 3丁目
- 西堤町（1999年廃止）
- 西堤本通西1 - 3丁目
- 西堤本通東1 - 3丁目
- 橋本（1989年廃止）
- 東足代（1991年廃止）
- 菱屋中（1999年廃止）
- 菱屋西（1999年廃止）
- 菱屋東（1990年代頃廃止）
- 藤戸新田（2001年廃止）
- 古川町（1991年廃止）
- 宝持（1978年廃止）
- 御厨（2001年廃止）
- 御厨北ノ町（1999年廃止）
- 御厨西ノ町（1999年廃止）
- 弥刀源氏ケ丘（1973年廃止）
- 南蛇草（1973年廃止）
- 森河内（1991年廃止）
- 森河内西1 - 2丁目
- 森河内東1 - 2丁目
- 森河内本通1 - 3丁目（1991年廃止）
- 横沼町1 - 3丁目
- 吉松（1976年廃止）

旧河内市
- 市場（1967年廃止）
- 稲葉（2000年代頃廃止）
- 稲葉1 - 4丁目
- 今米（1993年廃止）
- 岩田町1 - 6丁目
- 瓜生堂1 - 3丁目
- 加納（1993年廃止）
- 川中
- 鴻池（2000年代頃廃止）
- 新庄（2000年代頃廃止）
- 玉井（1967年廃止）
- 玉串町西1 - 3丁目
- 中新開（1993年廃止）
- 中野（2000年代頃廃止）
- 西岩田1 - 4丁目
- 花園西町1 - 2丁目
- 菱江（2000年代頃廃止）
- 本庄（2000年代頃廃止）
- 松原（1993年廃止）
- 三島（2000年代頃廃止）
- 水走（1993年廃止）
- 箕輪（2003年廃止）
- 横枕
- 吉田（1993年廃止）
- 吉田春日（1993年廃止）
- 吉田北池ノ端（1993年廃止）
- 吉田島之内（1993年廃止）
- 吉田船場（1993年廃止）
- 吉田札場（1993年廃止）
- 吉田南池ノ端（1993年廃止）
- 吉原（1993年廃止）
- 若江北町1 - 3丁目
- 若江西新町1 - 5丁目
- 若江東町1 - 6丁目
- 若江本町1 - 4丁目
- 若江南町1 - 5丁目

旧枚岡市
- 旭町
- 池島町（1968年廃止）
- 石切町（1969年廃止）
- 出雲井町
- 出雲井本町
- 植附町（1969年廃止）
- 上四条町（枚岡市四条町・六万寺町の各一部より）
- 河内町
- 神田町（枚岡市四条町・河内町の各一部より）
- 客坊町
- 喜里川町
- 日下町（1970年廃止）
- 五条町
- 桜町
- 四条町
- 新町
- 末広町（枚岡市四条町・六万寺町の各一部より）
- 善根寺町（1970年廃止）
- 鷹殿町
- 宝町
- 立花町
- 豊浦町
- 鳥居町
- 南荘町
- 額田町
- 布市町1 - 4丁目
- 箱殿町
- 東豊浦町
- 東山町
- 瓢箪山町（枚岡市河内町・四条町の各一部より）
- 本町
- 南四条町（枚岡市四条町・六万寺町の各一部より）
- 御幸町（枚岡市四条町の一部より）
- 元町（1970年廃止）
- 山手町
- 弥生町
- 横小路町（1968年廃止）
- 六万寺町（1968年廃止）
- 若草町（枚岡市四条町・河内町の各一部より）

### 町の設置
1967年（昭和42年）
- 玉串町東1 - 3丁目（市場の一部より）
- 玉串元町1 - 2丁目（玉井・市場の各一部より）
- 花園東町1 - 3丁目（吉田・市場の各一部より）
- 花園本町1 - 2丁目（玉井・市場・吉田の各一部より）
- 松原南1 - 2丁目（松原・吉田・川中の各一部より）
- 吉田1 - 9丁目（吉田・玉井・川中・吉田春日・吉田南池之端・松原・吉田札場の各一部より）

1968年（昭和43年）
- 池島町1 - 8丁目（池島町の一部より）
- 金物町（友井の一部より）
- 上六万寺町（六万寺町の一部より）
- 下六万寺町1 - 3丁目（六万寺町の一部より）
- 新池島町1 - 4丁目（池島町の一部より）
- 菱屋東1 - 2丁目（菱屋東の一部より、2008年から1 - 3丁目）
- 横小路町1 - 6丁目（横小路町より）
- 六万寺町1 - 3丁目（六万寺町の一部より）

1969年（昭和44年）
- 上石切町1 - 2丁目（石切町・植附町の各一部より）
- 北石切町（石切町の一部より）
- 中石切町1 - 7丁目（石切町・植附町の各一部より）
- 西石切町1 - 7丁目（石切町・植附町・額田町の各一部より）
- 東石切町1 - 6丁目（石切町・日下町の各一部より）

1970年（昭和45年）
- 池之端町（日下町の一部より）
- 北鴻池町（鴻池の一部より）
- 日下町1 - 8丁目（日下町・布市町の各一部より）
- 鴻池町1 - 2丁目（鴻池の一部より）
- 鴻池徳庵町（鴻池の一部より）
- 鴻池本町（鴻池の一部より）
- 鴻池元町（鴻池の一部より）
- 善根寺町1 - 6丁目（善根寺町より）
- 中鴻池町1 - 3丁目（鴻池の一部より）
- 西鴻池町1 - 4丁目（鴻池の一部より）
- 東鴻池町1 - 5丁目（鴻池の一部より）
- 南鴻池町1 - 2丁目（鴻池の一部より）
- 元町1 - 2丁目（元町と布市町・日下町の各一部より）

1971年（昭和46年）
- 大蓮北1 - 4丁目（大蓮の一部より）
- 大蓮東1 - 5丁目（大蓮・衣摺の各一部より）
- 大蓮南1 - 5丁目（大蓮の一部より）
- 金岡1 - 4丁目（金岡・大蓮の各一部より）

1973年（昭和48年）
- 荒本北（荒本・菱屋東・長田の各一部より、2000年代頃廃止）
- 荒本新町（荒本・菱屋東・横枕・菱江の各一部より）
- 柏田西1 - 3丁目（柏田・衣摺の各一部より）
- 柏田東町（柏田の一部より）
- 柏田本町（柏田の一部より）
- 川俣1 - 5丁目（高井田・新喜多・西堤・森河内・川俣の各一部より、1989年から1 - 3丁目）
- 川俣本町（川俣の一部より）
- 衣摺1 - 6丁目（大蓮と衣摺・柏田・大蓮東1丁目の各一部より）
- 源氏ケ丘（弥刀源氏ケ丘・金岡と近江堂の一部より）
- 寿町1 - 3丁目（寿町と北蛇草・柏田の各一部より）
- 七軒家1 - 2丁目（菱屋東・稲田・長田の各一部より、1989年廃止）
- 渋川町1 - 4丁目（南蛇草・柏田・衣摺の各一部より）
- 新庄西（新庄・本庄の各一部より）
- 新庄東（本庄の一部より）
- 新庄南（本庄の一部より）
- 長瀬町1 - 3丁目（北蛇草・吉松・柏田の各一部より）
- 長田内介（長田の一部より、2001年廃止）
- 長田中1 - 5丁目（長田・稲田・菱屋東の各一部より）
- 長田西1 - 6丁目（藤戸新田・長田の各一部より）
- 長田東1 - 5丁目（菱屋東・長田の各一部より）
- 西堤本町（西堤・川俣の各一部より、1999年廃止）
- 本庄中1 - 2丁目（本庄の一部より）
- 本庄西1 - 3丁目（荒本・菱屋東・新庄・本庄の各一部より）
- 本庄東（本庄の一部より）
- 横枕西（横枕・菱屋東の各一部より）
- 横枕東（中野・菱江・横枕の各一部より、2000年代頃廃止）
- 吉松1 - 2丁目（柏田・吉松の各一部より）

1974年（昭和49年）
- 近江堂1 - 3丁目（吉松・近江堂の各一部より）
- 小若江1 - 4丁目（小若江・吉松・上小阪・上小阪3丁目の各一部より）
- 新上小阪（上小阪の一部より）
- 友井1 - 5丁目（友井の全域より）
- 西上小阪（上小阪町1 - 2丁目・上小阪の各一部より）
- 南上小阪（小若江・近江堂の各一部より）

1975年（昭和50年）
- 岸田堂北町（岸田堂北1丁目と岸田堂の一部より）
- 太平寺1 - 2丁目（太平寺・俊徳町3 - 5丁目の各一部より）
- 寺前町1 - 2丁目（寺前町と太平寺・岸田堂の各一部より）

1976年（昭和51年）
- 上小阪1 - 2丁目（上小阪町1 - 2丁目の一部より）
- 菱屋西1 - 4丁目（吉松・柏田と上小阪1丁目・永和3丁目・横沼町1 - 3丁目・上小阪・中小阪・下小阪・永和・御厨・新喜多・菱屋西の各一部より、1981年から1 - 6丁目）

1978年（昭和53年）
- 上小阪3 - 4丁目（上小阪町1 - 2丁目・上小阪の各一部より）
- 下小阪1 - 5丁目（小阪本町3丁目と下小阪・中小阪・小阪本町1丁目の各一部より）
- 中小阪1 - 5丁目（小阪河原町・小阪松花町・小阪川島町・宝持・中小阪の各一部より）
- 東上小阪（上小阪の一部より）
- 宝持1 - 4丁目（宝持・上小阪の各一部より）

1981年（昭和56年）
- 小阪1 - 3丁目（菱屋西・御厨・下小阪の各一部より）
- 御厨栄町1 - 4丁目（御厨・川俣・下小阪の各一部より）
- 御厨中1 - 2丁目（御厨の一部より）
- 御厨東1 - 2丁目（御厨の一部より）
- 御厨南1 - 3丁目（下小阪・御厨の各一部より）

1984年（昭和59年）
- 高井田元町1 - 2丁目（長栄寺2丁目・高井田・永和・荒川・新喜多・菱屋西の各一部より）
- 長栄寺（長栄寺1丁目と荒川の一部より）

1986年（昭和61年）
- 足代南1 - 2丁目

1989年（昭和64年 / 平成元年）
- 稲田上町1 - 2丁目
- 稲田新町1 - 3丁目
- 稲田本町1 - 3丁目
- 稲田三島町
- 七軒家
- 徳庵本町

1991年（平成3年）
- 足代新町

1993年（平成5年）
- 今米1 - 2丁目
- 加納1 - 8丁目
- 川田1 - 4丁目
- 古箕輪1丁目
- 島之内1 - 2丁目
- 角田1 - 3丁目
- 中新開1 - 2丁目
- 菱江1 - 3丁目（2008年から1 - 6丁目）
- 松原1 - 2丁目
- 水走1 - 5丁目
- 吉田下島
- 吉田本町1 - 3丁目
- 吉原1 - 2丁目

1999年（平成11年）
- 新喜多1 - 2丁目
- 西堤1 - 2丁目
- 西堤西
- 御厨1 - 5丁目（2001年から1 - 6丁目）
- 御厨西ノ町1 - 2丁目

2001年（平成13年）
- 新家1 - 3丁目
- 長田1 - 3丁目
- 藤戸新田1 - 2丁目

2003年（平成15年）
- 新鴻池町
- 中野1 - 2丁目
- 本庄1 - 2丁目
- 箕輪1 - 3丁目

2005年頃
- 新庄1 - 4丁目
- 三島1 - 3丁目

2008年（平成20年）
- 荒本1 - 2丁目
- 荒本北1 - 3丁目
- 中野南
- 横枕南

## 参考資料
- 角川日本地名大辞典 27 大阪府（1983年、角川書店）